# Guillermo Rivera Aránguiz
Guillermo Andrés Rivera Aránguiz (San Felipe, Chile, 2 de febrero de 1989) es un extenista profesional chileno. Durante su carrera jugó principalmente en torneos Futures y en algunos Challengers. 
Entre sus logros están el haber ganado seis Futures en individuales y nueve en dobles. Además, en los Juegos Panamericanos de 2011, junto a Andrea Koch, logró una medalla de plata en la modalidad de dobles mixto luego de caer en la final ante la pareja mexicana de Ana Paula de la Peña y Santiago González.

## Carrera
En individuales Rivera ganó seis torneos Futures los cuales son: El Argentina F9 contra Maximiliano Estévez por 6-3, 3-6 y 6-3 el 14 de junio del 2010, el Chile F1 el 18 de octubre del 2010 contra el peruano Mauricio Echazú por parciales de 6-2, 4-6 y 7-5 en un partido en el que Guillermo Rivera empieza ganando el primer set con facilidad por la complicidad de Echazú, ya en el segundo Echazú toma las riendas del partido y gana el segundo set, finalmente en el tercero llegando en un momento a quedar 5-4 abajo con servicio a favor del peruano, Rivera se impone y derrota a Echazú por 7-5 y finalmente el Chile F5 el 15 de noviembre del 2010 al ganarle al cabeza de serie del torneo el argentino Pablo Gáldon por parciales de 6-2 y 6-3.
En dobles Rivera ganó 3 títulos profesionales, especialmente junto a su compatriota Cristóbal Saavedra con quien ganó el Chile F1 y el Chile F2 de manera continua, mientras que el tercero lo logró haciendo pareja con el ecuatoriano Iván Endara. Además ha llegado a otras 3 finales en dobles. Primero llegan a la final del Argentina F2 perdiendo con los argentinos Juan Pablo Amado y Diego Cristin luego pierden en el mismo año (2009) la final del Challenger de Lima con otra pareja de argentinos Martín Alund y Juan Martín Aranguren por un marcador de 6-2 y 7-6. Ya en el año 2011 la dupla vuelve a una final de un challenger el de Santiago donde terminan siendo derrotados por la pareja de Argentinos Horacio Zeballos (primer cabeza de serie en singles) y Máximo González por 6-3 y 6-4.
Por Copa Davis el tenista chileno jugó un partido por el grupo mundial, este fue contra John Isner el día 6 de marzo del 2011 por el quinto punto en disputa. El partido finalmente lo perdió Rivera por parciales de 3-6, 7-6 y 7-5 teniendo un desempeño impresionante frente al en ese momento n° 32 de la ATP.
En marzo de 2017, tomó la decisión de retirarse del tenis de alto rendimiento, a la edad de 28 años, argumentando que la falta de financiación en su carrera fue uno de los motivos para tomar esta decisión y también para dedicarse a ser entrenador.

## ATP Challenger y TorneosFutures(15;6+9)

### Individuales (6)
| Leyenda                 |
| ATP Challenger Tour (0) |
| Futures (6)             |

| No. | Fecha                   | Torneo             | Superficie    | Oponente en la final | Resultado     |
| 1.  | 14 de junio de 2010     | Argentina F9       | Tierra batida | Maximiliano Estévez  | 6-3, 3-6, 6-3 |
| 2.  | 18 de octubre de 2010   | Chile F1, Chicureo | Tierra batida | Mauricio Echazú      | 6-2, 4-6, 7-5 |
| 3.  | 15 de noviembre de 2010 | Chile F5, Quillota | Tierra batida | Pablo Gáldon         | 6-2, 6-3      |
| 4.  | 14 de noviembre de 2011 | Chile F13          | Tierra batida | Hans Podlipnik       | 6-4, 6-4      |
| 5.  | 29 de octubre de 2012   | Chile F11          | Tierra batida | Gustavo Guerses      | 7-6(3), 6-0   |
| 6.  | 19 de noviembre de 2012 | Chile F12          | Tierra batida | Gianluigi Quinzi     | 6-4, 6-4      |

### Finalista en Individuales (13)
| Leyenda                 |
| ATP Challenger Tour (0) |
| Futures (13)            |

| No. | Fecha                   | Torneo       | Superficie    | Oponente en la final | Resultado         |
| 1.  | 19 de abril de 2009     | Argentina F1 | Tierra batida | Guido Pella          | 3-6, 4-6          |
| 2.  | 14 de junio de 2009     | Argentina F8 | Tierra batida | Marco Trungelliti    | 6-4, 2-6, 1-5 Ret |
| 3.  | 11 de octubre de 2009   | Chile F1     | Tierra batida | Jorge Aguilar        | 6-7(9), 2-6       |
| 4.  | 22 de agosto de 2010    | Colombia F1  | Tierra batida | Sebastián Decoud     | 4-6, 3-6          |
| 5.  | 29 de agosto de 2010    | Colombia F2  | Tierra batida | Sebastián Decoud     | 6-7(6), 5-7       |
| 6.  | 1 de noviembre de 2010  | Chile F2     | Tierra batida | Guillermo Hormazábal | 5-7, 2-6          |
| 7.  | 28 de marzo de 2011     | Chile F1     | Tierra batida | Stefano Travaglia    | 2-6, 4-6          |
| 8.  | 20 de junio de 2011     | Chile F4     | Tierra batida | Cristóbal Saavedra   | 4-5 Ret           |
| 9.  | 15 de agosto de 2011    | Colombia F3  | Tierra batida | Eduardo Struvay      | 2-6, 6-7(7)       |
| 10. | 20 de febrero de 2012   | Chile F3     | Tierra batida | Gerald Melzer        | 6-7(4), 3-6       |
| 11. | 28 de mayo de 2012      | Chile F6     | Tierra batida | Cristóbal Saavedra   | 4-6, 1-6          |
| 12. | 4 de junio de 2012      | Chile F7     | Tierra batida | Jorge Aguilar        | 6-7(4), 4-6       |
| 13. | 10 de diciembre de 2012 | Chile F15    | Tierra batida | Jorge Aguilar        | 7-5, 3-6, 3-6     |